# XXI secolo (programma televisivo)
XXI secolo è stato un programma televisivo italiano di genere talk show, politico e rotocalco, in onda in seconda serata su Rai 1 dal 20 novembre 2023, ideato e condotto da Francesco Giorgino. Il programma veniva registrato nello studio 5 del Centro di produzione TV Raffaella Carrà di Roma.

## Il programma
Il programma, prodotto dalla Rai, è ideato e condotto dal giornalista Francesco Giorgino, affiancato dalle giornaliste Silvia Sacchi e Maria Laura Cruciani, con la regia di David Marcotulli. Il prodotto editoriale, il cui capo progetto è Maria Iva Casanova, è curato da Raffaella Salvadori e realizzato insieme a Laura Cappon, Lorenzo Maria Grighi e Valentina Noseda. I filmaker sono Davide Pennacchi e Stefano Stefanelli. Il format rientra nel genere del talk show d'approfondimento sui temi dell'attualità, della politica e del mondo dello spettacolo, con l'ausilio di ospiti in studio e in collegamento, pronti a intervenire sulle varie tematiche.

## Edizioni
| Edizione | Anno      | Conduzione         | Periodo          | Periodo        | Puntate | Regia            | Studio                                                     |
| Edizione | Anno      | Conduzione         | Inizio           | Fine           | Puntate | Regia            | Studio                                                     |
| -------- | --------- | ------------------ | ---------------- | -------------- | ------- | ---------------- | ---------------------------------------------------------- |
| 1ª       | 2023-2024 | Francesco Giorgino | 20 novembre 2023 | 1º aprile 2024 | 18      | David Marcotulli | Studio 5 del Centro di produzione TV Raffaella Carrà, Roma |
| 2ª       | 2024-2025 | Francesco Giorgino | 11 novembre 2024 | 7 aprile 2025  | 19      | Flavia Unfer     | Studio 5 del Centro di produzione TV Raffaella Carrà, Roma |

## Puntate e ascolti

### Prima edizione (2023-2024)
| Puntata | Messa in onda    | Ospiti | Ascolti        | Ascolti | Ascolti |
| Puntata | Messa in onda    | Ospiti | Telespettatori | Share   | Fonte   |
| ------- | ---------------- | --- | -------------- | ------- | ------- |
| 1       | 20 novembre 2023 | Antonio Tajani, Emma Marrone                                                                                  | 930 000        | 8,90%   | [ 12 ]  |
| 2       | 27 novembre 2023 | Matteo Piantedosi, Pasquale Angelosanto, Giovanni Malagò, Noemi                                               | 689 000        | 8,27%   | [ 13 ]  |
| 3       | 4 dicembre 2023  | Paolo Scaroni, Mario Mauro, Federica Fricano, Massimiliano Gallo                                              | 625 000        | 7,35%   | [ 14 ]  |
| 4       | 11 dicembre 2023 | Roberto Cingolani, Paolo Benanti, Emanuela Girardi, Vincenzo Schettini, Bruno Vespa, Giorgio Panariello       | 616 000        | 7,75%   | [ 15 ]  |
| 5       | 18 dicembre 2023 | Eugenia Roccella, Gian Carlo Blangiardo, Aldo Cazzullo, Emilio Solfrizzi                                      | 598 000        | 8,56%   | [ 16 ]  |
| 6       | 8 gennaio 2024   | Orazio Schillaci, Guido Rasi, Andrea Delogu, Stefania Salmaso                                                 | 641 000        | 7,44%   | [ 17 ]  |
| 7       | 15 gennaio 2024  | Pier Ferdinando Casini, Stefano Stefanini, Senior Advisor Ispi, Riccardo Sessa, Edith Bruck, Vincenzo Salemme | 531 000        | 6,64%   | [ 18 ]  |
| 8       | 22 gennaio 2024  | Marina Calderone, Carlo Bonomi, Manuela Perrone, Maurizio Battista                                            | 542 000        | 7,90%   | [ 19 ]  |
| 9       | 29 gennaio 2024  | Carlo Nordio, Fabio Pinelli, Enrico Montesano                                                                 | 612 000        | 7,81%   | [ 20 ]  |
| 10      | 5 febbraio 2024  | Giampaolo Rossi, Barbara Floridia                                                                             | 529 000        | 7,85%   | [ 21 ]  |
| 11      | 12 febbraio 2024 | Paolo Zangrillo, Roberto Napoletano, Marcella Bella                                                           | 636 000        | 8,06%   | [ 22 ]  |
| 12      | 19 febbraio 2024 | Francesco Lollobrigida, Nataliya Kudryk, Claudio Lippi                                                        | 637 000        | 8,51%   | [ 23 ]  |
| 13      | 26 febbraio 2024 | Gennaro Sangiuliano, Marcello Veneziani, Maurizio Gasparri, Ema Stokholma                                     | 540 000        | 6,85%   | [ 24 ]  |
| 14      | 4 marzo 2024     | Maria Cristina Pisani, Emma Marcegaglia, Mario Biondi                                                         | 637 000        | 8,31%   | [ 25 ]  |
| 15      | 11 marzo 2024    | Anna Maria Bernini, Alessandro Campi, Nek                                                                     | 607 000        | 8,71%   | [ 26 ]  |
| 16      | 18 marzo 2024    | Lorenzo Fontana, Licia Ronzulli, Piero Chiambretti                                                            | 603 000        | 8,19%   | [ 27 ]  |
| 17      | 25 marzo 2024    | Matteo Salvini, Bruno Frattasi, Milly Carlucci                                                                | 656 000        | 8,62%   | [ 28 ]  |
| 18      | 1º aprile 2024   | Chiara Grasso, Fabrizio Rondolino, Vito Tenore, Tullio Solenghi                                               | 549 000        | 6,45%   | [ 29 ]  |
| Media   | Media            | Media | 621 000        | 7,89%   |         |

### Seconda edizione (2024-2025)
| Puntata | Messa in onda    | Ospiti | 1ª parte       | 1ª parte | 2ª parte       | 2ª parte | Fonte  |
| Puntata | Messa in onda    | Ospiti | Telespettatori | Share    | Telespettatori | Share    | Fonte  |
| ------- | ---------------- | --- | -------------- | -------- | -------------- | -------- | ------ |
| 1       | 11 novembre 2024 | Adolfo Urso, Edoardo Leo, Giulio Terzi di Sant'Agata, Giuseppe Provenzano, Alessia Melcangi                                      | 909 000        | 9,70%    | 351 000        | 6,60%    | [ 30 ] |
| 2       | 18 novembre 2024 | Gino Cecchettin, Gilberto Pichetto Fratin, Lorella Cuccarini                                                                     | 1 079 000      | 10,60%   | 461 000        | 8,30%    | [ 31 ] |
| 3       | 25 novembre 2024 | Carlo Nordio, Kelly Bonacchi, Maria Teresa Manente, Matteo Lancini, Ricky Tognazzi                                               | 912 000        | 9,58%    | 346 000        | 6,34%    | [ 32 ] |
| 4       | 2 dicembre 2024  | Giuseppe Conte, Giampiero Massolo, Stefano Fresi                                                                                 | 847 000        | 8,10%    | 308 000        | 5,10%    | [ 33 ] |
| 5       | 9 dicembre 2024  | Tommaso Foti, Jean-Philippe Imparato, Bruno Vespa, Paolo Bonolis                                                                 | 965 000        | 9,78%    | 342 000        | 5,82%    | [ 34 ] |
| 6       | 16 dicembre 2024 | Rino Fisichella, Roberto Gualtieri, Marcello Gemmato, Francesco Rocca, Eugenio Giani, Elena Sofia Ricci                          | 1 040 000      | 10,25%   | 392 000        | 6,46%    | [ 35 ] |
| 7       | 13 gennaio 2025  | Matteo Piantedosi, Aldo Cazzullo, Renzo Arbore                                                                                   | 1 221 000      | 10,70%   | 372 000        | 6,00%    | [ 36 ] |
| 8       | 20 gennaio 2025  | Giampiero Massolo, Katherine Wilson, George Guido Lombardi, Simone Crolla, Serena Rossi                                          | 1 654 000      | 14,60%   | 634 000        | 10,30%   | [ 37 ] |
| 9       | 27 gennaio 2025  | Andra e Tatiana Bucci, Edith Bruck, Monsignor Bruno Forte, Maurizio Leo, Elbano De Nuccio, Marco Masini                          | 1 523 000      | 12,80%   | 414 000        | 6,30%    | [ 38 ] |
| 10      | 3 febbraio 2025  | Marina Calderone, Pino Strabioli, Manola Moslehi, Enrico Vanzina                                                                 | 1 177 000      | 10,64%   | 388 000        | 6,08%    | [ 39 ] |
| 11      | 10 febbraio 2025 | Carlo Conti, Silvia Salemi, Leonardo De Amicis, Federico Moccia, Gino Castaldo, Ema Stokholma, Luca Dondoni, Giorgiana Cristalli | 968 000        | 9,10%    | 425 000        | 7,50%    | [ 40 ] |
| 12      | 17 febbraio 2025 | Paolo Zangrillo, Veronica De Romanis, Davide Tabarelli, Ale e Franz                                                              | 1 145 000      | 11,10%   | 419 000        | 6,90%    | [ 41 ] |
| 13      | 24 febbraio 2025 | Daniela Fumarola, Maurizio Lupi, Igor De Biasio, Miriam Leone                                                                    | 1 147 000      | 11,60%   | 311 000        | 5,30%    | [ 42 ] |
| 14      | 3 marzo 2025     | Giorgia Meloni, Lino Banfi | 1 241 000      | 13,30%   | 347 000        | 6,50%    | [ 43 ] |
| 15      | 10 marzo 2025    | Eugenia Roccella, Luigi Bobba, Massimo Ranieri                                                                                   | 885 000        | 8,40%    | 314 000        | 5,90%    | [ 44 ] |
| 16      | 17 marzo 2025    | Antonio Tajani, Fabio Ciciliano, Guido Castelli, Riccardo Scamarcio                                                              | 1 046 000      | 10,80%   | 335 000        | 5,80%    | [ 45 ] |
| 17      | 24 marzo 2025    | Emanuele Orsini, Roberto Garofoli, Bernardo Giorgio Mattarella, Max Tortora                                                      | 1 185 000      | 11,80%   | 363 000        | 6,40%    | [ 46 ] |
| 18      | 31 marzo 2025    | Guido Crosetto, Maurizio Gasparri, Vincenzo Spadafora, Gabriele Cirilli                                                          | 1 028 000      | 9,30%    | 364 000        | 5,40%    | [ 47 ] |
| 19      | 7 aprile 2025    | Francesco Lollobrigida, Paolo Zanetti, Maria Teresa Bellucci, Sabrina Salerno                                                    | 788 000        | 9,30%    | 319 000        | 6,20%    | [ 48 ] |
| Media   | Media            | Media | 1 093 000      | 10,60%   | 379 000        | 6,48%    |        |

## Programmazione
| Edizione | Rete televisiva | Anno      | Stagione          | Programmazione | Programmazione | Programmazione | Programmazione | Programmazione | Programmazione | Programmazione | Collocazione   |
| Edizione | Rete televisiva | Anno      | Stagione          | L              | M              | M              | G              | V              | S              | D              | Collocazione   |
| -------- | --------------- | --------- | ----------------- | -------------- | -------------- | -------------- | -------------- | -------------- | -------------- | -------------- | -------------- |
| 1ª       | Rai 1           | 2023-2024 | autunno-primavera |                |                |                |                |                |                |                | Seconda serata |
| 2ª       | Rai 1           | 2024-2025 | autunno-primavera |                |                |                |                |                |                |                | Seconda serata |

## Sigla
La sigla del programma è la canzone No Man No Cry di Jimmy Sax.